# Радашин Лиска
Радашин Лиска (умро после 1370.) је био поклисар кнегиње Гојиславе. Помиње се и 1370. године у служби Николе Алтомановића.

## Биографија
Радашин се у изворима најпре јавља 11. новембра 1364. године као човек кнегиње Гојиславе. Вероватно је раније био у служби њеног мужа, Војислава Војиновића. Српски цар Урош Немањић даровао је Војиславову удовицу кумерком солским за 1364. годину те је Радашин, заједно са Милованом Станиловићем, новембра исте године у Дубровнику око преузимања. Са истим задатком, Радашин се и следеће године налази у Дубровнику, овога пута са Драгојем Мирославићем. Није познато како се Радашин држао приликом сукоба Гојиславе и Николе Алтомановића. Вероватно је прешао на страну Алтомановића јер се у јесен 1370. године јавља у његовој служби. То је време сукоба између Николе Алтомановића и Дубровачке републике. Радашин је 1370. године дошао у Конавле где су се налазили заробљени дубровачки трговци. Циљ му је био да се са њима договори око плаћања откупа. Дубровачки извори описују мучење које је Радашин спровео над трговцима; сипање вреле масти на голо месо и вађење зуба. О томе сведочи и "Краљевство Словена" Мавра Орбина. 